# 발도네시

시 문장

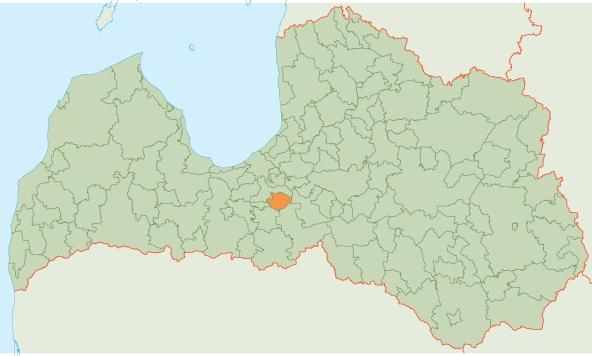
발도네 시의 위치

발도네시(라트비아어: Baldones novads)는 라트비아의 지방 자치체로 행정 중심지는 발도네이며 면적은 179.1km2, 인구는 5,502명(2009년 기준), 인구 밀도는 31명/km2이다. 1개 도시, 1개 교구를 관할한다.